# Banka Trevozhnaja
Koordinaten: 67° 39′ S, 46° 5′ O
Die Banka Trevozhnaja (englische Transkription von russisch Банка Тревожная Banka Trewoschnaja, deutsch ‚Besorgniserregende Bank‘) ist eine Bank vor der Küste des ostantarktischen Enderbylands. Sie liegt westlich des Vechernyy Hill in der Buhta Vechernaja.
Russische Wissenschaftler benannten sie.